# Annetta North
Annetta North es un pueblo ubicado en el condado de Parker en el estado estadounidense de Texas. En el Censo de 2010 tenía una población de 518 habitantes y una densidad poblacional de 59,74 personas por km².

## Geografía
Annetta North se encuentra ubicado en las coordenadas 32°43′13″N 97°40′37″O / 32.72028, -97.67694. Según la Oficina del Censo de los Estados Unidos, Annetta North tiene una superficie total de 8.67 km², de la cual 8.67 km² corresponden a tierra firme y (0%) 0 km² es agua.

## Demografía
Según el censo de 2010, había 518 personas residiendo en Annetta North. La densidad de población era de 59,74 hab./km². De los 518 habitantes, Annetta North estaba compuesto por el 95.95% blancos, el 0% eran afroamericanos, el 0.58% eran amerindios, el 0.77% eran asiáticos, el 0% eran isleños del Pacífico, el 1.74% eran de otras razas y el 0.97% pertenecían a dos o más razas. Del total de la población el 6.18% eran hispanos o latinos de cualquier raza.